# 小行星3058
小行星3058（3058 Delmary）是一颗绕太阳运转的小行星，为主小行星带小行星。该小行星于1981年3月1日发现。
該小行星以美國藝術家黛爾瑪麗·蘿絲·尚茲（Delmary Rose Schanz）命名。

## 轨道参数
小行星3058的轨道半长轴为2.2489642 UA，离心率为0.158。